# Tolú Viejo
Tolú Viejo is een gemeente in het Colombiaanse departement Sucre. De gemeente telt 18.587 inwoners (2005).
- Library of Congress Control Number: n2001037340
- Nationale Bibliotheek van Israël: 987007496654405171
- Virtual International Authority File: 151459397

Buenavista · Caimito · Chalán · Colosó · Corozal · Coveñas · El Roble · Galeras · Guaranda · La Unión · Los Palmitos · Majagual · Morroa · Ovejas · Palmito · Sampués · San Benito Abad · San Juan Betulia · San Luis de Sincé · San Marcos · San Onofre · San Pedro · Santiago de Tolú · Sincelejo · Sucre · Tolú Viejo